# Alberto Benito
Alberto Benito Guerrero (* 3. März 1975 in Madrid) ist ein ehemaliger spanischer Radrennfahrer.

## Werdegang
Alberto Benito begann seine Karriere 2000 bei dem spanischen Radsport-Team Banesto. Weil er dort nicht erfolgreich war, ging er 2002 nach Portugal zu Paredes Rota dos Moveis. Hier konnte er 2003 erst eine Etappe beim Grand Prix CTT Correios für sich entscheiden und später dann sogar eine bei der Portugal-Rundfahrt. Ein Jahr später gewann er weitere Tagesabschnitte bei der Algarve-Rundfahrt, der Volta ao Alentejo und bei der Troféu Joaquim Agostinho. Nach einem Jahr bei Barbot-Pascoal fährt er seit 2006 für das spanische Professional Continental Team 3 Molinos Resort.

## Erfolge
2003
- eine Etappe Grand Prix CTT Correios de Portugal
- eine Etappe Portugal-Rundfahrt

2004
- eine Etappe Algarve-Rundfahrt
- eine Etappe Volta ao Alentejo
- eine Etappe Troféu Joaquim Agostinho

2005
- Clássica da Primavera

## Teams
- 2000–2001 Banesto
- 2002–2004 Paredes Rota dos Moveis
- 2005 Barbot-Pascoal
- 2006 3 Molinos Resort